# Richard Adolf Zsigmondy
Richard Adolf Zsigmondy (1er avril 1865 à Vienne, en Autriche - 23 septembre 1929 à Göttingen, Allemagne) était un chimiste austro-allemand qui a étudié les colloïdes. Il obtint le prix Nobel de chimie en 1925.

## Biographie
Sa famille est originaire de Hongrie. Le père de Zsigmondy, Adolf Zsigmondy, est déjà un scientifique, inventeur d'instruments de chirurgie dans le domaine dentaire. Après sa mort en 1880, Zsigmondy est élevé par sa mère. Il reçoit une éducation variée, et pratique l'escalade et l'alpinisme avec ses frères et sœurs. Il développe un intérêt marqué à l'école pour les sciences naturelles, et plus particulièrement la chimie et la physique, et commence à mener des expérimentations dans son propre laboratoire.
Il commence ses études académiques à la faculté de médecine de l'université de Vienne, avant de se diriger rapidement vers des études de chimie à l'université technique de Vienne puis à l'université de Munich. Sa carrière de chercheur débute à Vienne comme élève de von Miller. Il rentre en Autriche comme professeur assistant à Graz. C'est durant ce séjour qu'il accomplit ses recherches les plus importantes, dans le domaine de la chimie des colloïdes. Durant ses dernières années à Graz, il travaille sur des or colloïdaux.
Il continue sa carrière à l'université de Göttingen comme professeur de chimie et directeur de l'institut de chimie inorganique. En 1925, il reçoit le prix Nobel de chimie « pour sa démonstration de la nature hétérogène des solutions colloïdales et pour les méthodes qu'il a utilisées, lesquelles sont devenues fondamentales en chimie colloïdale moderne ».

## Distinctions et récompenses
- 1925 : prix Nobel de chimie

- Le cratère Zsigmondy sur la lune a été baptisé en son honneur.